# Arroyo Tinta
Arroyo Tinta är en ort i Mexiko.   Den ligger i kommunen Santiago Jocotepec och delstaten Oaxaca, i den sydöstra delen av landet, 400 km sydost om huvudstaden Mexico City. Arroyo Tinta ligger 134 meter över havet och antalet invånare är 146.
Terrängen runt Arroyo Tinta är huvudsakligen kuperad. Arroyo Tinta ligger nere i en dal. Runt Arroyo Tinta är det ganska glesbefolkat, med 27 invånare per kvadratkilometer. Närmaste större samhälle är San Antonio las Palmas, 1,6 km öster om Arroyo Tinta. Omgivningarna runt Arroyo Tinta är en mosaik av jordbruksmark och naturlig växtlighet.